# Lamprospilus taminella
Lamprospilus taminella is een vlinder uit de familie van de Lycaenidae. De wetenschappelijke naam van de soort werd als Thecla taminella in 1902 gepubliceerd door Schaus.